# His House in Order
His House in Order é um filme de drama mudo produzido nos Estados Unidos e lançado em 1920.